# Rivière aux Graines (île d'Anticosti)
Pour les articles homonymes, voir Graine (homonymie) et Rivière aux Graines.
La rivière aux Graines est un cours d'eau de l'île d'Anticosti, au Québec (Canada), se jetant dans le golfe du Saint-Laurent. Elle est située dans la municipalité de L'Île-d'Anticosti.
Un réseau de routes forestières secondaires dessert cette petite vallée et se rattache à la route qui longe le littoral sud de l'île.

## Toponymie
La désignation toponymique paraît en 1955 sur une carte géographique utilisée par la compagnie forestière Consolidated Bathurst. Ce toponyme a été officialisé le 5 décembre 1968.

## Géographie
La rivière aux Graines tire sa source d'une zone de marais (altitude: 76 m) située dans la partie ouest de l'île d'Anticosti.
À partir de sa source, la rivière aux Graines coule vers le sud entre la Petite Rivière (située du côté ouest) et la rivière Bec-Scie (située du côté est). Son cours descend sur 4,7 km vers le sud avec une dénivellation de 75 m, en récupérant deux ruisseaux (venant d'une zone de marais de l'ouest) et en traversant une zone de marais.
La rivière aux graines se déverse sur la rive sud de l'île d'Anticosti, soit à 1,9 km à l'ouest de la pointe aux Pimbinas, à 4,8 km à l'ouest de l'embouchure de la rivière Bec-Scie et à 19,5 km à l'est de Port-Menier. À son embouchure, le courant de la rivière coule jusqu'à environ 0,74 km à marée basse dans le grès.